# Азійський Кубок Виклику з хокею із шайбою
Азійський Кубок Виклику з хокею із шайбою — хокейні змагання, які проводяться під егідою Міжнародної Федерації хокею із шайбою з 2008 року. Мета турніру створення конкурентних можливостей для азійських команд, які знаходяться у нижчих дивізіонах чемпіонату світу з хокею або тільки збираються там брати участь. Змагання проходять у різних категоріях: чоловічі, жіночі та молодіжні чоловічі турніри.

## Історія
Перший чоловічий турнір відбувся у Гонконзі 24 — 26 квітня 2008 року, переможцем стала збірна Китайського Тайбею.
Перший жіночий турнір відбувся у Шанхаї 10 — 14 квітня 2010 року, в тому ж році провели свій перший турнір і студентські збірні у Сеулі 12 — 14 травня. Молодіжні та юніорські збірні свої турніри започаткували у 2012 році.
Турніри 2020 року скасовані через пандемію COVID-19.
З 2021 року чоловічі турніри не проводяться, жіночі відбуваються тільки в групі найсильніших.

## Результати

### Чоловіки
| Рік  | Господарі    | Золото                                     | Срібло                                     | Бронза                                     |
| ---- | ------------ | ------------------------------------------ | ------------------------------------------ | ------------------------------------------ |
| 2008 | Гонконг      | Китайський Тайбей                          | Малайзія                                   | Гонконг                                    |
| 2009 | Абу-Дабі     | Об'єднані Арабські Емірати                 | Таїланд                                    | Малайзія                                   |
| 2010 | Тайбей       | Китайський Тайбей                          | Об'єднані Арабські Емірати                 | Таїланд                                    |
| 2011 | Ель-Кувейт   | Гонконг                                    | Об'єднані Арабські Емірати                 | Таїланд                                    |
| 2012 | Деградун     | Об'єднані Арабські Емірати                 | Таїланд                                    | Малайзія                                   |
| 2013 | Бангкок      | Китайський Тайбей                          | Гонконг                                    | Монголія                                   |
| 2014 | Абу-Дабі     | Китайський Тайбей                          | Об'єднані Арабські Емірати                 | Монголія                                   |
| 2015 | Тайбей       | Китайський Тайбей                          | Об'єднані Арабські Емірати                 | Монголія                                   |
| 2016 | Абу-Дабі     | Китайський Тайбей                          | Об'єднані Арабські Емірати                 | Монголія                                   |
| 2017 | Бангкок      | Об'єднані Арабські Емірати                 | Монголія                                   | Таїланд                                    |
| 2018 | Пасау        | Монголія                                   | Таїланд                                    | Філіппіни                                  |
| 2019 | Куала-Лумпур | Монголія                                   | Філіппіни                                  | Сінгапур                                   |
| 2020 | Сінгапур     | Турнір не відбувся через пандемію COVID-19 | Турнір не відбувся через пандемію COVID-19 | Турнір не відбувся через пандемію COVID-19 |

### Дивізіон І
| Рік  | Господарі    | Золото     | Срібло     | Бронза     |
| ---- | ------------ | ---------- | ---------- | ---------- |
| 2014 | Бішкек       | Макао      | Киргизстан | Сінгапур   |
| 2015 | Ель-Кувейт   | Кувейт     | Сінгапур   | Киргизстан |
| 2016 | Бішкек       | Киргизстан | Малайзія   | Макао      |
| 2017 | Ель-Кувейт   | Кувейт     | Індія      | Оман       |
| 2018 | Куала-Лумпур | Малайзія   | Макао      | Індонезія  |

### Жінки
| Рік  | Господарі    | Золото                                     | Срібло                                     | Бронза                                     |
| ---- | ------------ | ------------------------------------------ | ------------------------------------------ | ------------------------------------------ |
| 2010 | Шанхай       | Китай                                      | Японія                                     | Північна Корея                             |
| 2011 | Нікко        | Японія                                     | Китай                                      | Південна Корея                             |
| 2012 | Ціцікар      | Японія                                     | Китай                                      | КНР                                        |
| 2014 | Харбін       | Китай                                      | Північна Корея                             | Південна Корея                             |
| 2017 | Бангкок      | Нова Зеландія U18                          | Таїланд                                    | Сінгапур                                   |
| 2018 | Куала-Лумпур | Китайський Тайбей U18                      | Нова Зеландія U18                          | Таїланд                                    |
| 2019 | Абу-Дабі     | Таїланд                                    | Китайський Тайбей                          | Сінгапур                                   |
| 2020 | Маніла       | Турнір не відбувся через пандемію COVID-19 | Турнір не відбувся через пандемію COVID-19 | Турнір не відбувся через пандемію COVID-19 |
| 2023 | Бангкок      | Таїланд                                    | Іран                                       | Сінгапур                                   |
| 2024 | Бішкек       | Іран                                       | Філіппіни                                  | Об'єднані Арабські Емірати                 |
| 2025 | Аль-Айн      | Філіппіни                                  | Іран                                       | Індія                                      |

### Дивізіон І
| Рік  | Господарі    | Золото                                     | Срібло                                     | Бронза                                     |
| ---- | ------------ | ------------------------------------------ | ------------------------------------------ | ------------------------------------------ |
| 2014 | Гонконг      | Гонконг                                    | Таїланд                                    | Сінгапур                                   |
| 2015 | Тайбей       | Китайський Тайбей                          | Таїланд                                    | Гонконг                                    |
| 2016 | Тайбей       | Китайський Тайбей                          | Таїланд                                    | Сінгапур                                   |
| 2018 | Куала-Лумпур | Малайзія                                   | Об'єднані Арабські Емірати                 | Філіппіни                                  |
| 2019 | Абу-Дабі     | Філіппіни                                  | Об'єднані Арабські Емірати                 | Індія                                      |
| 2020 | Маніла       | Турнір не відбувся через пандемію COVID-19 | Турнір не відбувся через пандемію COVID-19 | Турнір не відбувся через пандемію COVID-19 |

### Студенти/U20
| Рік  | Господарі       | Золото                                     | Срібло                                     | Бронза                                     |
| ---- | --------------- | ------------------------------------------ | ------------------------------------------ | ------------------------------------------ |
| 2010 | Сеул            | Японія                                     | Південна Корея                             | Китай                                      |
| 2011 | Чанчунь         | Японія                                     | Південна Корея                             | Китай                                      |
| 2012 | Сеул            | Червоні Зірки                              | Японія                                     | Південна Корея                             |
| 2013 | Хабаровськ      | Японія                                     | Червоні Зірки                              | Південна Корея                             |
| 2014 | Южно-Сахалінськ | Червоні Зірки                              | Казахстан                                  | Японія                                     |
| 2018 | Куала-Лумпур    | Малайзія                                   | Киргизстан                                 | ОАЕ                                        |
| 2019 | Куала-Лумпур    | Малайзія                                   | Киргизстан                                 | Філіппіни                                  |
| 2020 | Бангкок         | Турнір не відбувся через пандемію COVID-19 | Турнір не відбувся через пандемію COVID-19 | Турнір не відбувся через пандемію COVID-19 |
| 2022 | Бангкок         | Таїланд                                    | Сінгапур                                   | Гонконг                                    |

### U18
| Рік  | Господарі  | Золото     | Срібло       | Бронза   |
| ---- | ---------- | ---------- | ------------ | -------- |
| 2012 | Абу-Дабі   | Таїланд    | ОАЕ          | Малайзія |
| 2023 | Улан-Батор | Узбекистан | Туркменістан | Монголія |
| 2024 | Ташкент    | Узбекистан | Таїланд      | Монголія |